# James Cooke Brown
James Cooke Brown (* 21. Juli 1921 in Tagbilaran; † 13. Februar 2000 in Tierra del Fuego) war ein US-amerikanischer Soziologe und Science-Fiction-Autor.
Brown erwarb 1952 an University of Minnesota den Grad Ph.D. Bekannt wurde er durch die Erfindung der Plansprache Loglan und die Entwicklung des bei Parker Brothers erschienenen Spiels Careers.
| Personendaten    | Personendaten                                         |
| ---------------- | ----------------------------------------------------- |
| NAME             | Cooke Brown, James                                    |
| KURZBESCHREIBUNG | US-amerikanischer Soziologe und Science-Fiction-Autor |
| GEBURTSDATUM     | 21. Juli 1921                                         |
| GEBURTSORT       | Tagbilaran                                            |
| STERBEDATUM      | 13. Februar 2000                                      |
| STERBEORT        | Tierra del Fuego                                      |